# Hujiagou (sockenhuvudort i Kina, Hubei Sheng, lat 29,57, long 109,32)
Hujiagou (kinesiska: 胡家沟, 三胡乡) är en sockenhuvudort i Kina. Den ligger i provinsen Hubei, i den centrala delen av landet, omkring 490 kilometer väster om provinshuvudstaden Wuhan. Antalet invånare är 17 856. Befolkningen består av 8 750 kvinnor och 9 106 män. Barn under 15 år utgör 22,0 %, vuxna 15-64 år 65 %, och äldre över 65 år 12,0 %.
Runt Hujiagou är det tätbefolkat, med 308 invånare per kvadratkilometer. Närmaste större samhälle är Xiangfeng, 10,6 km sydost om Hujiagou. I omgivningarna runt Hujiagou växer huvudsakligen savannskog.
Genomsnittlig årsnederbörd är 1 647 millimeter. Den regnigaste månaden är september, med i genomsnitt 269 mm nederbörd, och den torraste är december, med 17 mm nederbörd.